# Gutské peklo
Gutské peklo je přírodní rezervace na katastrálním území Guty a Oldřichovice u Třince v okrese Frýdek-Místek v Moravskoslezském kraji. Oblast spravuje AOPK ČR - Regionální pracoviště Moravskoslezské se sídlem v Rožnově pod Radhoštěm. Přírodní rezervace Gutské peklo, která se nachází v severovýchodním výběžku Chráněné krajinné oblasti Beskydy mezi vrcholy  Malý Javorový a Javorový (1032 m n. m.), je zároveň jádrovým územím evropsky významné lokality Beskydy.

## Předmět ochrany

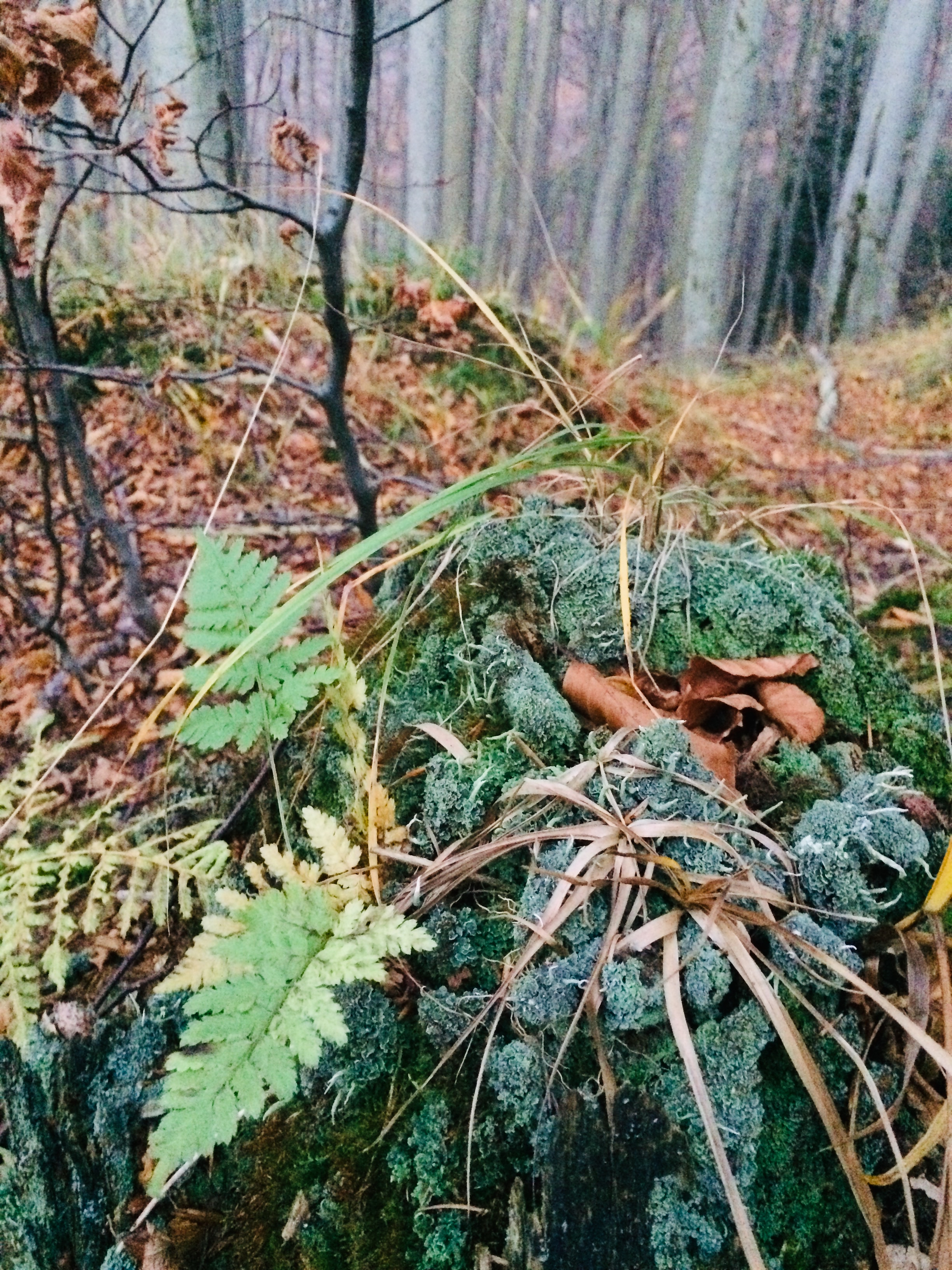
Ukázka místní flóry

Důvodem ochrany je komplex přírodě blízkých bukových lesů s javorem a smrkem s významnými geomorfologickými fenomény jako jsou stupňovité vodopády a především blokovobahenní proudy (mury) s vyvinutými odlučnými oblastmi.

## Geografie
Chráněné území leží v severní části Lysohorské hornatiny, která je podřazenou geomorfologickou jednotkou Moravskoslezských Beskyd. Přírodní rezervace se rozkládá  na severních svazích masívu Javorového v nadmořské výšce 655 až 1012 metrů v pramenné oblasti Oldřichovického potoka. Chráněné území má rozlohu 37,46 ha, přilehlé ochranné pásmo 14,79 hektarů.
Severně orientované svahy Javorového patří k nejstrmějším v Chráněné krajinné oblasti Beskydy. Střední sklon svahů je 28°, ovšem místy dosahují zdejší svahy sklonu až 54°.
Geologický podklad území tvoří flyšové komplexy středního oddílu godulských vrstev ze slezské jednotky vnější skupiny příkrovů flyšového pásma. Jedná se o flyš s šedými a zelenými jílovci a glaukonitickými pískovci. Pokryv tvoří mělké hnědé lesní půdy a podzoly. Na území se vyskytují stupňovité vodopády s výškou do pěti metrů.